# Pasi Mbenza
Pasi Mbenza (ur. 12 grudnia 1966) – kolarz szosowy z Demokratycznej Republiki Konga, uczestnik letnich igrzysk olimpijskich.
Mbenza reprezentował Demokratyczną Republikę Konga na letnich igrzyskach olimpijskich podczas igrzysk 1988 w Seulu. Wystartował w jeździe drużynowej na czas razem z Mobange Amisim, Kimpale Mosengo i Ndjibu N’Golomingim. Kongijczycy zajęli wówczas 28. miejsce spośród 31 reprezentacji.